# Бережковская слобода
Бережко́вская слобода́ — одна из московских слобод. Существовала в XVI — XVIII веках.
Бережковская слобода находилась на правом берегу Москвы-реки по соседству со слободой Дорогомилово. Она называлась также Рыбной «под Дорогомиловом», где жили патриаршие рыболовы и название которой сохранилось в наименовании Бережковской набережной. В XVIII веке слободской уклад жизни исчезает. В 1764 году все церковные слободы и земли были взяты в казну, а рыбаки стали экономическими крестьянами; часть их в 1785 году была записана в мещане. К концу столетия эти слободы были включены в черту города.
В слободе была церковь Тихвинской Божьей Матери. Её окружали большие луга, которые затем использовали под огороды. Постепенно слобода застраивалась, стала занимать всё больше территорий. К концу XIX века стали появляться заводы и складские помещения, была построена Киевская железная дорога. Спустя некоторое время был возведён Краснолужский мост для Окружной железной дороги.
К настоящему времени сохранились построенные в XIX веке на месте слободы каменные дома. Здание Тихвинской церкви было снесено в начале 1960-х годов.